# Álvaro Semedo

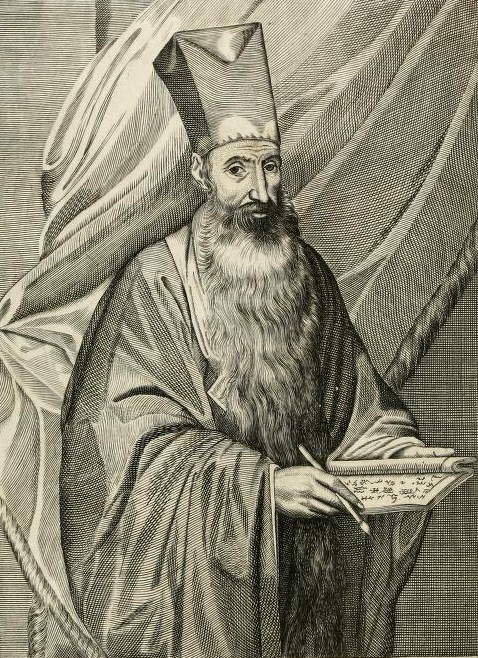
Alvaro de Semedo

Álvaro Semedo  (*  1585 in Nisa, Portugal; † 18. Juli 1658 in Guangzhou) war ein portugiesischer Jesuiten-Missionar in China und Verfasser eines Buches über China (1641). Sein chinesischer Name war zunächst Xie Wulu, ab 1621 Zeng Dezhao.

## Leben
Semedo war ab 1602 als Novize im Jesuitenorden und wurde vom Orden 1608 über Goa nach China geschickt. Ab 1610 war er im portugiesisch regierten Macau und ab 1613 im eigentlichen China in Nanjing. Als man 1616 in Nanjing gegen Christen vorging war er zeitweise inhaftiert und wurde in die portugiesische Enklave Macau zurückgeschickt, wo er bis 1621 blieb. Nach dem Abebben der antichristlichen Kampagnen in China ging er dorthin zurück und lebte vor allem in den zentralen und südlichen Provinzen. 1625 sah er als erster Europäer die Nestorianische Stele in Xi’an (frühestes Zeugnis des Christentums in China) und berichtete darüber in Europa.
1636 wurde er Prokurator des Ordens für die China-Mission und fuhr 1637 von Macau ab, um in Europa für Unterstützung der Mission in China zu werben. 1640 kam er in Lissabon an und 1644 reiste er wieder von Rom nach China ab. In dieser Zeit veröffentlichte er 1641 ein portugiesisches Buch über China, das für das Bild Chinas in Europa sehr einflussreich wurde. 1655 erschien eine englische Übersetzung und 1667 eine französische und es erschienen auch eine spanische (1642) und italienische Übersetzung (1643).
Nach seiner Rückkehr nach China war er Vize-Provinzial des Ordens in Guangzhou (Kanton). In China hatte 1644 die Qing-Dynastie der Mandschu-Eroberer die Ming-Dynastie abgelöst, Semedo hielt aber noch einige Zeit zu verbliebenen Anhängern der Ming-Dynastie in Südchina, während die Mehrzahl der Jesuiten schon ihre Loyalität zur neuen Dynastie erklärt hatte. Als Guangzhou durch die Mandschu erobert wurde, war Semedo einige Zeit inhaftiert, kam aber durch Fürsprache anderer Jesuiten (Adam Schall von Bell) wieder frei.

## Schriften
- Imperio de la China. I cultura evangelica en èl, por los religios de la Compañia de Iesus, Madrid 1642 (Spanische Ausgabe, ursprünglich 1641 portugiesisch) Online
  - Englische Ausgabe: History of the Great and Renowned Monarchy of China, 1655, Archive